# 럭키 스타 시리즈
럭키 스타(Lucky Starr)는 아이작 아시모프가 "폴 프렌치"라는 필명으로 쓴 아동용 SF 시리즈의 주인공이다.
1951년 3월 23일, 아시모프는 자신의 에이전트 프레더릭 폴과 당시 더블데이의 SF 편집자였던 월터 I. 브래드버리를 만났다. 브래드버리는 그에게 제안을 했다. 폴과 브래드버리는 아시모프에게 TV 시리즈의 원작이 될 청소년 SF 소설을 써달라고 요청했다. 그는 이 소설이 TV 채널에 넘쳐나는 "획일적으로 끔찍한" 프로그램에 각색될까 봐 "폴 프렌치"라는 가명으로 출판하기로 결정했다.
아시모프는 6월 10일 소설 《데이비드 스타: 스페이스 레인저》 집필을 시작했다. 그는 7월 29일에 완성했고, 1952년 1월 더블데이 출판사에서 출판되었다. TV 시리즈 계획은 무산되었지만, 아시모프는 시리즈를 계속 집필하여 결국 여섯 편의 소설을 완성했다. 일곱 번째 작품인 럭키 스타와 명왕성의 눈(Lucky Starr and the Snows of Pluto)은 계획되었지만, 아시모프가 거의 전적으로 논픽션 집필에 전념하기로 결정하면서 무산되었다. 당혹스러운 TV판과 연관될까 봐 걱정했던 아시모프는 자신이 작가가 아니라는 허세를 떨치기로 했다(물론 이 작품은 폴 프렌치라는 가명으로 계속 출판되었다). 그는 로봇공학의 삼원칙을 럭키 스타와 수성의 큰 태양에 적용했는데, 자서전에서 이는 "아무리 평범한 독자라도 폴 프렌치라는 인물을 쉽게 알아챌 수 있는 단서였다"라고 썼다.
결국 아시모프는 이후 판본에서 자신의 이름을 사용했다. 어떤 표지에는 그의 이름만 적혀 있고, 어떤 표지에는 "폴 프렌치라는 이름으로 글을 쓴 아이작 아시모프"라고 적혀 있다.